# Марк Егнаций Постум
Марк Егнаций Постум (на латински: Marcus Egnatius Postumus) е политик и сенатор на Римската империя през 2 век.

## Биография
Той е роднина на Марк Егнаций Марцелин (суфектконсул 116 г.) и на философа Авъл Егнаций Присцилиан и неговите синове Луций Егнаций Виктор (суфектконсул 207 г.) и Егнаций Прокул (суфектконсул 219 г.). Роднина е също на Егнация Мариниана, (дъщеря на Виктор), която става втората съпруга на римския император Валериан I и майка на император Галиен и Валериан Младши.
През 183 г. Егнаций Постум е суфектконсул заедно с Марк Херений Секунд.